# Ostehaps
Ostehaps eller Lillebror Ostehaps er et osteprodukt, som er lanceret af mejeriproducenten Arla Foods. Ostehaps er et rektangulært stykke smelteost, som er populært blandt yngre børn, da den er meget mild. Osten fremstilles af forskellige ostetyper produceret af Arla Foods på Birkum Ost i Birkum ved Odense, og det årlige salg ligger på omkring 40 millioner stk. 
Ostehapsen blev oprindeligt produceret som en eksportvare beregnet til det amerikanske marked under navnet Cheesesticks, hvor det viste sig succesfuldt. Derfor blev den introduceret på det danske marked i 1986  under navnet Buko Ostehaps, for siden at skifte navn til Lillebror Ostehaps.

## Eksterne kilder og henvisninger
1. 1 2  "Food & Culture - Seks klammeste der sælger". Food & Culture. 2009-06-08. Hentet 2011-04-14.{{cite web}}:  CS1-vedligeholdelse: url-status (link)
2. ↑  Udengaard, Tanja (2009-03-11). "Arla - Tanjas blog - Jagten på svaret". Arla Foods. Hentet 2011-04-14.{{cite web}}:  CS1-vedligeholdelse: url-status (link)

- Lillebror Ostehaps på Arla.dk Arkiveret 20. november 2010 hos  Wayback Machine